# Инжекторная система подачи топлива
Инжекторная система подачи топлива — система подачи топлива, основное отличие от карбюраторной системы — подача топлива осуществляется путём принудительного впрыска топлива с помощью форсунок во впускной коллектор или в цилиндр.
Система массово устанавливается на бензиновых автомобильных двигателях начиная с 1980-х годов; автомобили с такой системой питания часто называют инжекторными.
В авиации на поршневых моторах такая система начала применяться значительно раньше — с 1930-х годов, но по причине низкого уровня электронной техники и точной механики тех лет оставалась несовершенной. Наступление реактивной эры привело к прекращению работ над системами впрыска топлива. «Второе пришествие» впрыска в авиацию (легкомоторную) произошло уже в конце 1990-х годов.

## Устройство
В инжекторной системе подачи впрыск топлива в воздушный поток осуществляется специальными форсунками — инжекторами.

### Классификация
По точке установки и количеству форсунок:
- Моновпрыск, центральный впрыск, или одноточечный впрыск[1] — одна форсунка на все цилиндры, расположенная, как правило, на месте карбюратора (на впускном коллекторе). В настоящее время непопулярна ввиду возросших экологических требований: начиная с Евро-3 экологический стандарт требует индивидуальной дозировки топлива для каждого из цилиндров. Моновпрыски отличались простотой и очень высокой надёжностью, прежде всего из-за того, что форсунка находится в относительно комфортном месте, в потоке холодного воздуха.
- Распределённый впрыск, или многоточечный впрыск[1] — каждый цилиндр обслуживается отдельной изолированной форсункой во впускном коллекторе вблизи впускного клапана. В то же время различают несколько типов распределённого впрыска:
  - Одновременный — все форсунки открываются одновременно.
  - Попарно-параллельный — форсунки открываются парами, причём одна форсунка открывается непосредственно перед тактом впуска, а вторая перед тактом выпуска. В связи с тем, что за попадание топливо-воздушной смеси в цилиндры отвечают клапаны, это не оказывает сильного влияния. В современных моторах используется фазированный впрыск, попарно-параллельный используется только в момент запуска двигателя и в аварийном режиме при поломке датчика положения распределительного вала (так называемой фазы).
  - Фазированный впрыск — каждая форсунка управляется отдельно и открывается непосредственно перед тактом впуска.
  - Непосредственный впрыск[2] — впрыск топлива происходит прямо в камеру сгорания.

### Управление системой подачи топлива
В настоящее время системами подачи топлива управляют специальные микроконтроллеры, этот вид управления называется электронным. Принцип работы такой системы основан на том, что решение о моменте и длительности открытия форсунок принимает микроконтроллер, основываясь на данных, поступающих от датчиков. На ранних моделях системы подачи топлива в роли контроллера выступали специальные механические устройства.

### Принцип работы
В контроллер при работе системы поступает со специальных датчиков информация о следующих параметрах:
- положении и частоте вращения коленчатого вала;
- массовом расходе воздуха двигателем;
- температуре охлаждающей жидкости;
- положении дроссельной заслонки;
- содержании кислорода в отработавших газах (в системе с обратной связью);
- наличии детонации в двигателе;
- напряжении в бортовой сети автомобиля;
- скорости автомобиля;
- положении распределительного вала (в системе с последовательным распределённым впрыском топлива);
- запросе на включение кондиционера (если он установлен на автомобиле);
- неровной дороге (датчик неровной дороги);
- температуре входящего воздуха.

На основе полученной информации контроллер управляет следующими системами и приборами:
- топливоподачей (форсунками и электробензонасосом),
- системой зажигания,
- регулятором холостого хода,
- адсорбером системы улавливания паров бензина (если эта система есть на автомобиле),
- вентилятором системы охлаждения двигателя,
- муфтой компрессора кондиционера (если он есть на автомобиле),
- системой диагностики.

Изменение параметров электронного впрыска может происходить буквально «на лету», так как управление осуществляется программно, и может учитывать большое число программных функций и данных с датчиков. Также, современные системы электронного впрыска способны адаптировать программу работы под конкретный экземпляр мотора, под стиль вождения и многие другие характеристики и спецификации. Ранее использовалась механическая система управления впрыском.
Для оперативного выявления неисправностей инжектора используется компьютерная диагностика инжекторной системы подачи топлива.

## Достоинства
Преимущества по сравнению с двигателями, оборудованными карбюраторной системой подачи топлива (в контексте двигателей, имеющих электронный блок управления):
- Существенное уменьшение расхода топлива даже на ранних системах (например у автомобиля «Нива» ВАЗ-21214, оснащённого инжекторной системой первых поколений, расход топлива в среднем на 30—40 % меньше, чем у аналогичного автомобиля ВАЗ-21213, оснащённого карбюратором). Современные системы обеспечивают расход топлива примерно в 2 раза ниже, чем у последних поколений карбюраторных автомобилей аналогичной массы и рабочего объёма.
- Значительный прирост мощности двигателя, особенно в области низких оборотов.
- Упрощается и полностью автоматизируется запуск двигателя.
- Автоматическое поддержание требуемых оборотов холостого хода.
- Более широкие возможности управления двигателем (улучшаются динамические и мощностные характеристики двигателя).
- Не требует ручной регулировки системы впрыска, так как выполняет самостоятельную настройку на основе данных, передаваемых датчиками кислорода, а также на основе измерения неравномерности вращения коленвала.
- Поддерживает примерно стехиометрический состав рабочей смеси, что существенно уменьшает выброс несгоревших углеводородов и обеспечивает максимальный эффект использования окислительно-восстановительных каталитических нейтрализаторов. В результате выбросы токсичных продуктов сгорания снизились во много раз. Например, выбросы окиси углерода у последних поколений карбюраторных автомобилей составляли примерно 20—30 г/кВт⋅ч, у инжекторных автомобилей Евро-2 — уже 4 г/кВт⋅ч, а у автомобилей, выпущенных по нормам Евро-5 — всего 1,5 г/кВТ⋅ч.
- Широкие возможности для самодиагностики и самонастройки параметров, что упрощает процесс технического обслуживания автомобиля. Фактически инжекторные системы, начиная с Евро-3, вообще не требуют никакого периодического обслуживания (требуется только замена вышедших из строя элементов).
- Лучшая защита автомобиля от угона. Не получив разрешение от иммобилайзера, блок управления двигателем не производит подачу топлива в двигатель.
- Возможность уменьшения высоты капота, так как элементы системы впрыска расположены по бокам двигателя, а не над двигателем, как большинство автомобильных карбюраторов.
- В карбюраторных системах при неработающем двигателе или при работе на небольших оборотах за счет испарения бензина из карбюратора весь тракт, начиная от воздушного фильтра и до впускного клапана, наполнены горючей смесью, объём которой в многоцилиндровых двигателях достаточно велик. При неисправностях в работе системы зажигания или неправильно отрегулированных зазорах в клапанах возможен выброс пламени во впускной коллектор и воспламенения в нём горючей смеси, что вызывает громкие хлопки и может привести к пожару или повреждению приборов системы питания. В инжекторных системах бензин подаётся только в момент открытия впускного клапана соответствующего цилиндра и накопления горючей смеси во впускном тракте не происходит.
- Работа карбюратора зависит от его положения в пространстве. Например, большинство автомобильных карбюраторов работает с серьёзными нарушениями при крене автомобиля уже в 15°. У инжекторных систем такой зависимости нет.
- Работа карбюратора сильно зависит от атмосферного давления, что особенно критично при работе автомобильных двигателей в горах, а также для авиационных двигателей. У инжекторных систем такой зависимости нет.

## Недостатки
Основные недостатки двигателей с блоком управления по сравнению с карбюраторными:
- Высокая стоимость узлов (было актуально примерно до 2005 года).
- Низкая ремонтопригодность элементов (утратило актуальность в связи с освоением их массового выпуска и повышением надёжности).
- Высокие требования к фракционному составу топлива.
- Необходимость в специализированном персонале и оборудовании для диагностики, обслуживания и ремонта, высокая стоимость ремонта (утратило актуальность в связи с массовым распространением мобильных устройств и диагностических программ).
- Зависимость от электропитания и критически важное требование к постоянному наличию напряжения питания (у более современного варианта, контролируемого электроникой), что долгое время сдерживало применение электронно управляемого впрыска в авиации, на снегоходах и лодочных моторах.
- Подача бензина под давлением, что в случае ДТП повышает вероятность пожара. Поэтому в ранних системах в цепи бензонасоса был автоматический выключатель, срабатывающий при ударе, а в современных системах отключение бензонасоса при аварийных ситуациях осуществляет контроллер.

## История

### Появление и применение систем впрыска в авиации
Карбюраторные системы для работы под углом к горизонту необходимо дополнять множеством устройств либо применять специально спроектированные карбюраторы. Система непосредственного впрыска авиационных двигателей — удобная альтернатива карбюраторной, так как инжекционная система впрыска в силу конструкции работает в любом положении относительно направления силы тяжести.
Первый в России опытный мотор с системой впрыска был изготовлен в 1916 году Микулиным и Стечкиным.
К 1936 году на фирме Robert Bosch были готовы первые комплекты топливной аппаратуры для непосредственного впрыска бензина в цилиндры, которую через год стали серийно ставить на V-образный 12-цилиндровый двигатель Daimler-Benz DB 601. Именно этими моторами объёмом 33,9 л оснащались, в частности, основные истребители Люфтваффе Messerschmitt Bf 109. И если карбюраторный двигатель DB 600 развивал на взлётном режиме 900 л. с., то DB 601 с впрыском позволял поднять мощность до 1100 л. c. и более. Позже в серию пошла девятицилиндровая «звезда» BMW 132 с подобной системой питания — лицензионный авиадвигатель Pratt & Whitney Hornet, который на BMW производили с 1928 года. Он же устанавливался, к примеру, на транспортные самолёты Junkers Ju 52. Авиационные двигатели в Англии, США и СССР в те времена были исключительно карбюраторными. Японская же система впрыска на истребителях «Mitsubishi A6M Zero» требовала промывки после каждого полета и поэтому не пользовалась популярностью в войсках.
Лишь к 1940 году, когда Советскому Союзу удалось закупить образцы новейших германских авиационных двигателей со впрыском, работы по созданию отечественных систем непосредственного впрыска получили новый импульс. Однако серийное производство советских насосов высокого давления и форсунок, созданных на основе немецких, началось лишь к середине 1942 года — первенцем стал звездообразный мотор АШ-82ФН, который ставили на истребители Ла-5, Ла-7 и бомбардировщики Ту-2. Мотор со впрыском АШ-82ФН оказался настолько удачным, что выпускался ещё долгие десятилетия, использовался на вертолётах Ми-4 и самолётах Ил-14.
К концу войны довели до серии свой вариант впрыска и в США. Например, двигатели «летающей крепости» Boeing B-29 тоже питались бензином через форсунки.
Начало реактивной эры привело к прекращению работ по системам впрыска. На тяжёлых и скоростных самолётах применялись турбовинтовые и реактивные двигатели, а поршневые ставились лишь на тихоходные лёгкие маломанёвренные самолёты и вертолёты, которые могли нормально работать и с карбюраторной системой питания.

### Применение систем впрыска в автомобилестроении
Системы управления двигателем в автомобилестроении начали применяться с 1951 года, когда механической системой непосредственного впрыска бензина производства западногерманской фирмы Bosch был оснащён двухтактный двигатель микролитражного купе 700 Sport, выпущенного фирмой Goliath из Бремена. В 1954 году появилось купе Mercedes-Benz 300 SL («крыло чайки»), двигатель которого оснащался аналогичной механической системой впрыска Bosch. На рубеже 1950—1960-х годов над электронными системами впрыска топлива активно работали Chrysler и ГАЗ. Тем не менее, до эпохи появления дешёвых микропроцессоров и введения жёстких требований к уровню вредных выбросов автомобилей идея впрыска популярностью не пользовалась и только с конца 1970-х их массовым внедрением занялись все ведущие мировые автопроизводители.
Первой серийной моделью с электронным управлением системы впрыска бензина стал седан AMC Rebel 1967 модельного года, который выпускала фирма Nash, входившая в качестве отделения в состав концерна AMC. Нижневальная V-образная «восьмёрка» Rebel объёмом 5,4 л в карбюраторном варианте развивала 255 л. с., а в заказной версии Electrojector 290 л. с. Разгон до 100 км/ч у такого седана занимал менее 8 секунд.
К началу 2000-х годов системы распределённого и прямого электронного впрыска практически вытеснили карбюраторы на легковых и легких коммерческих автомобилях.

## Производители систем впрыска

### Система впрыска фирмы «Bendix»
- Electrojector — первая коммерческая система электронного впрыска топлива, разработанная компанией Bendix. Патенты системы впрыска Electrojector впоследствии были проданы компании Bosch

### Системы впрыска «Bosch»
- Системы импульсного механического впрыска на основе многосекционных ТНВД. Применялись на поршневых авиамоторах и моторах послевоенных спортивных и гоночных легковых автомобилей.
- Системы Jetronic, не связанные в своей работе с системами зажигания. Применялись на легковых автомобилях европейского производства с 1960-х по 2000-е годы.
- Системы Motronic, работающие совместно с системами зажигания. Применялись на легковых автомобилях европейского производства с 1990-х по 2010-е годы.

### Системы впрыска «General Motors»
- GM Multec Central — система центрального впрыска топлива (Моновпрыск)
- MulTec-S (Multiple Technology) — система центрального впрыска топлива
- Multec-F 1996—2001
- Multec-H 1998—2003
- MulTec-М — система многоточечного впрыска
- Multec-U 1996—2001

### Системы впрыска «VAG»
- Digifant — система распределённого впрыска топлива
- Digijet — система распределённого впрыска топлива